# Adamberger (Familie)
Die Familie Adamberger war eine österreichische Schauspielerfamilie, die aus folgenden Mitgliedern bestand:
- Karl J. Jacquet (1726–1813), österreichischer Schauspieler
  - Maria Anna Adamberger (1753–1804), österreichische Theaterschauspielerin ⚭ Josef Valentin Adamberger (1740–1804), deutscher Opernsänger
    - Antonie Adamberger (1790–1867), österreichische Schauspielerin, Verlobte Theodor Körners

  - Katharina Jacquet (1760–1786), österreichische Theaterschauspielerin